# 量 (物理)
量（quantity，amount）是作为幅度和重复次数出现的一种属性；某量的大小，通常可用一个数乘以一个参照对象来一起表示，称为量值（magnitude，quantity value），参照对象可以是：测量单位、测量程序、标准物质、约定参考标尺。
物理的“量”和品质、实质、变化、关系一样是事物的一种基本类别。数量的概念始于份额，也就是可以带有数量的实体。作为一个基本的詞彙，数量被用于指代事物的任何量化的属性或特征。有些量由其本质决定（譬如，数），而另外一些是作為對状态的描述（属性，尺寸，特征），譬如重和轻，长和短，宽和窄，大和小，多和少。
量的两个基本分类，幅度和重次（或者数字），蘊涵了连续和离散的重大区别。
属于重次的量是离散的，可以分解成不可再分的单位，譬如集合名詞：军队，舰队，羊群，政府，公司，聚会，人群，合唱团，数。属于幅度的是连续的，可以一直分解下去，包括所有非集合名词：宇宙，物质，能量，液体，材料。
和对其本质和分类的分析一起，量的问题涉及很多密切相关的课题，譬如幅度和重次的关系，量纲，等式，比例，测量，测量单位，数和數系，数的类型和它们的关系。
这样，量是存在于幅度和重次的范围内的一种属性。质量、时间、距离、热和角度都是量化属性的常见例子。连续量的两个幅度，可以互相用一个比例表达，而它是一个实数。

## 背景
量的概念自古即有，可以追溯到亚里士多德的时代或更早。亚里士多德将量作为一个基本的本体论的和科学的类别。在亚里士多德的本体论中，量或者量子被分类为不同的类型，他总结如下：

## 更多实例
数量的一些进一步的例子有：
- 1.76升牛奶，连续的量
- 2πr米，其中r是用米表达的圆的半径，也是一个连续量
- 一顆苹果，两顆苹果，三顆苹果，其中数字是一个代表可数的物体（苹果）的集合的整数
- 500人（也是一个个数）
- 一对通常表示两个物体
- 少数几个通常指三个或四个